# Compagnia Cinematografica Champion
Compagnia Cinematografica Champion est une société italienne de production de cinéma, active de 1960 à 1976. 

## Filmographie
- 1960 : La ciociara de Vittorio De Sica
- 1961 : Léon Morin, prêtre de Jean-Pierre Melville
- 1961 : Madame Sans-Gêne de Christian-Jaque
- 1961 : L'Œil du Malin de Claude Chabrol
- 1962 : Cyrano et d'Artagnan d'Abel Gance
- 1962 : Le Doulos de Jean-Pierre Melville
- 1962 : Landru de Claude Chabrol
- 1963 : Le Mari de la femme à barbe (La donna scimmia) de Marco Ferreri
- 1963 : Hier, aujourd'hui et demain (Ieri, oggi, domani) de Vittorio De Sica
- 1963 : L'Ennui et sa diversion, l'érotisme (La Noia) de Damiano Damiani
- 1963 : Le Mépris de Jean-Luc Godard
- 1964 : Comment épouser un premier ministre de Michel Boisrond
- 1964 : Lady L de Peter Ustinov
- 1964 : Mariage à l'italienne [Matrimonio all'italiana) de Vittorio De Sica
- 1965 : La Dixième Victime (La decima vittima) d'Elio Petri
- 1965 : Le Gendarme à New York de Jean Girault
- 1965 : Marie-Chantal contre docteur Kha de Claude Chabrol
- 1966 : La Ligne de démarcation de Claude Chabrol
- 1966 : La Vingt-cinquième Heure d'Henri Verneuil
- 1967 : Lamiel de Jean Aurel
- 1967 : Fantômes à l'italienne (Questi fantasmi) de Renato Castellani
- 1968 : Le Temps des amants (Amanti) de Vittorio De Sica
- 1969 : Les Fleurs du soleil (I girasoli) de Vittorio De Sica
- 1971 : Chère Louise de Philippe de Broca
- 1972 : Rapt à l'italienne (Mordi e fuggi) de Dino Risi
- 1974 : Profession : reporter (Professione : reporter) de Michelangelo Antonioni
- 1974 : Les Suspects de Michel Wyn
- 1974 : Verdict d'André Cayatte
- 1975 : La Baby-Sitter de René Clément
- 1976 : Le Pont de Cassandra (Cassandra Crossing de George P. Cosmatos
- 1976 : Une journée particulière (Una giornata particolare) d'Ettore Scola